# Региональные выборы в Венесуэле (2000)

Региональные выборы в Венесуэле (2000)

Очередные региональные выборы в Венесуэле были проведены 30 июля 2000 года одновременно с президентскими и парламентскими выборами. Эти выборы стали пятыми в истории страны региональными выборами после децентрализации 1989 года и первыми после принятия Конституции 1999 года. Венесуэльцам предстояло избрать губернаторов 23 штатов и мэров 335 муниципалитетов. В 281 муниципалитете победу одержали кандидаты национальных политических партий, в 54 мэрами были избраны представители региональных организаций. Явка составила 56,4 %.

## Значение
После принятия новой Конституции Венесуэлы 1999 года было принято решение заново переизбрать всех лиц, занимающие выборные должности. В связи с чем летом 2000 года состоялись так называемые «Мегавыборы» (исп. Mega-elecciones), когда в один день были избраны президент Венесуэлы, депутаты нового однопалатного парламента, губернаторы всех 23 штатов, мэры всех муниципалитетов, а также депутаты региональных и местных советов. Также был первые выбран мэр Столичного округа Каракас, сформированного взамен существовавшего ранее Федерального округа Венесуэлы. В отличие от предыдущих лет, согласно недавно принятой Конституции губернаторы и мэры выбирались не на три, а на четыре года.

## Скандал в штате Амасонас
Губернатором штата Амасонас был переизбран Хосе Бернабе Гутьеррес от партии Демократическое действие, получивший 10 721 голос избирателей. Его основной соперник, Либорио Гуарулья от партии «Отечество для всех», который набрал 10 500 голосов, обратился в Верховный суд Венесуэлы с требованием отменить итоги выборов из-за мошенничества с подсчётом голосов на некоторых избирательных участках. 18 декабря 2000 года Верховный суд решил повторить голосование на этих семи избирательных участках. 11 февраля 2001 года в ходе частичного переголосования победу одержал Гуарулья, опередив Бернабе Гутьеррес на 500 голосов. С тех пор выборы губернатора штата Амасонас производятся отдельно от остальной части страны.

## Результаты
«Мегавыборы» 30 июля 2000 года оказались наиболее успешными для правящей партии Движение за Пятую республику и её союзников по блоку «Патриотический полюс». На президентских выборах Уго Чавес одержал уверенную победу, добившись переизбрания. На выборах в Национальную ассамблею Движение за Пятую республику завоевала почти 56 % депутатских мандатов. На региональных выборах сторонники Чавеса также добились победы, заняв посты губернаторов в 16 из 23 штатов, а также пост мэра Столичного округа. На муниципальных выборах Движение за Пятую республику и её союзники выступили менее уверенно, сумев победить менее чем в 150 муниципалитетах из 335, в том числе в 11 районах Каракаса, и уступив своим оппонентам, в первую очередь традиционным партиям Демократическое действие и КОПЕЙ.

### Результаты партий по всем штатам
Ниже приведены суммарные результаты голосования за партии. Цветом выделены  региональные партии.
| Партия                                      | Губернаторы | Мэры | Мест |
| Движение за Пятую республику                | 12          | 80   | 95   |
| Демократическое действие                    | 3           | 91   | 43   |
| Движение к социализму                       | 3           | 20   | 11   |
| КОПЕЙ                                       | 1           | 49   | 12   |
| «Отечество для всех»                        | 1           | 15   | 5    |
| «Проект Венесуэла»                          | 1           | 6    | 9    |
| «Новое время»                               | 1           | 6    | —    |
| «Достижения Яракуя» (LAPY)                  | 1           | —    | 4    |
| «Радикальное дело»                          | —           | 7    | 3    |
| «Конвергенция»                              | 0           | 6    | 2    |
| «Независимая солидарность»                  | —           | 4    | —    |
| «За справедливость»                         | —           | 3    | 3    |
| Независимое движение «Выиграем все»         | —           | 2    | 1    |
| Единство многонациональных народов Амасонас | —           | 2    | 1    |
| Независимые для национального сообщества    | —           | 1    | —    |
| Движение за прямую демократию               | —           | 1    | —    |
| «Возрождение»                               | —           | 1    | —    |
| Conpaco                                     | —           | 1    | —    |
| «Избиратели Миранды»                        | —           | 1    | 6    |
| Продвинутое региональное движение           | —           | 1    | 1    |
| Организация «Сила в движении»               | —           | 1    | —    |
| Независимое движение регионального развития | —           | —    | 2    |
| Другие региональные партии                  | —           | 36   | —    |
| Самовыдвиженцы                              | —           | 1    | —    |
| Индейцы                                     | —           | —    | 6    |
| Всего                                       | 23          | 335  | 204  |

### Выборы губернаторов
Ниже приведены победители губернаторских выборов и их результаты по штатам.
| Штат           | Кандидат               | Коалиция (партия) | %     |
| -------------- | ---------------------- | --- | ----- |
| Амасонас       | Хосе Бернабе Гутъеррес | Демократическое действие/КОПЕЙ/Организация подлинного обновления/«Проект Венесуэла»/Движение национальной целостности/«Национальное мнение»                                                                                       | 43,68 |
| Ансоатеги      | Давид де Лима          | Движение за Пятую республику/Движение к социализму/«Независимая солидарность»/Демократический республиканский союз/«Новые люди»                                                                                                   | 41,74 |
| Апуре          | Луис Липпа             | Демократическое действие/КОПЕЙ/«Проект Венесуэла»/«Левая демократия»/«Конвергенция» | 48,37 |
| Арагуа         | Дидалко Боливар        | Движение к социализму/Движение за Пятую республику/«Отечество для всех»/Коммунистическая партия Венесуэлы/«Красное знамя»/«Новые люди»/Народное избирательное движение/Демократический республиканский союз/«Национальное мнение» | 84,54 |
| Баринас        | Уго де Лос Рейес Чавес | Движение за Пятую республику/Движение к социализму/«Независимая солидарность»/Народное избирательное движение/Независимые для национального сообщества                                                                            | 52,57 |
| Боливар        | Антонио Рохас Суарес   | Движение за Пятую республику/«Независимая солидарность»/Движение к социализму/«Красное знамя»/Коммунистическая партия Венесуэлы/Демократический республиканский союз/Народное избирательное движение                              | 63,68 |
| Варгас         | Антонио Родригес       | Движение за Пятую республику/Движение к социализму/Народное избирательное движение/Коммунистическая партия Венесуэлы/«Независимая солидарность»                                                                                   | 59,76 |
| Гуарико        | Эдуардо Мануитт        | «Отечество для всех»/Движение к социализму/Коммунистическая партия Венесуэлы/«Красное знамя»/Демократический республиканский союз                                                                                                 | 48,10 |
| Дельта-Амакуро | Елице Сантаэлья        | Движение к социализму/Коммунистическая партия Венесуэлы/«Независимая солидарность»/«Радикальное дело»/Независимые для национального сообщества                                                                                    | 63,15 |
| Карабобо       | Энрике Салас Фео       | «Проект Венесуэла»/«Проект Карабобо» | 61,04 |
| Кохедес        | Джонни Янес Ранхель    | Движение за Пятую республику/Движение к социализму/Коммунистическая партия Венесуэлы/«Новые люди»/«Независимая солидарность»/«Отечество для всех»/Народное избирательное движение/«Национальное мнение»                           | 49,36 |
| Лара           | Луис Рейес Рейес       | Движение за Пятую республику/Движение «Организованная сила»/Коммунистическая партия Венесуэлы/«Независимая солидарность»/«Отечество для всех»/«Новые люди»/Народное избирательное движение/«Национальное мнение»                  | 62,07 |
| Мерида         | Флоренсио Поррас       | Движение за Пятую республику/Движение к социализму/«Отечество для всех»/«Независимая солидарность»/Коммунистическая партия Венесуэлы/Независимые для национального сообщества                                                     | 48,47 |
| Миранда        | Энрике Мендоса         | КОПЕЙ/«Избиратели Миранды»/«За справедливость»/«Чакао 92»/«Национальное мнение»/другие | 64,81 |
| Монагас        | Гильермо Калл          | Демократическое действие/«Конвергенция»/Альянс смелых людей/«Национальное мнение» | 41,25 |
| Нуэва-Эспарта  | Алексис Наварро        | Движение за Пятую республику/Движение к социализму/«Новые люди»/Коммунистическая партия Венесуэлы/«Независимая солидарность»/«Отечество для всех»/Независимые для национального сообщества                                        | 49,82 |
| Португеса      | Антонио Муньос         | Движение за Пятую республику/Коммунистическая партия Венесуэлы/«Отечество для всех»/«Национальное мнение» | 50,08 |
| Сукре          | Рамон Мартинес         | Движение к социализму/Движение за Пятую республику/«Радикальное дело»/«Независимая солидарность»/Коммунистическая партия Венесуэлы/Народное избирательное движение/«Новые люди»/Независимые для национального сообщества          | 58,16 |
| Сулия          | Мануэль Росалес        | Новое время/«Независимая солидарность»/Независимые для национального сообщества/Движение национальной целостности | 51,44 |
| Тачира         | Рональд Бланко         | Движение за Пятую республику/Движение к социализму/«Отечество для всех»/«Независимая солидарность»/«Красное знамя»/Коммунистическая партия Венесуэлы/«Национальное мнение»                                                        | 50,03 |
| Трухильо       | Гильмер Вилориа        | Движение за Пятую республику/Движение к социализму/Коммунистическая партия Венесуэлы/«Независимая солидарность» | 56,91 |
| Фалькон        | Хесус Монтилья         | Движение за Пятую республику/Движение к социализму/Коммунистическая партия Венесуэлы/«Отечество для всех»/Народное избирательное движение/«Новые люди»                                                                            | 48,62 |
| Яракуй         | Эдуардо Лапи           | «Конвергенция»/«Достижения Яракуя» (LAPY) | 51,32 |

### Выборы депутатов
Ниже приведены результаты выборов депутатов законодательных собраний штатов. Цветом выделены партии,  пропрезидентские и  оппозиционные.
| Штат                                           | Коалиция (партия) | Места  | Доля |
| ---------------------------------------------- | ----------------- | ------ | ---- |
| Амасонас                                       |                   |        |      |
| Демократическое действие                       | 3                 | 42,9 % |      |
| Движение за Пятую республику                   | 1                 | 14,3 % |      |
| «Отечество для всех»                           | 1                 | 14,3 % |      |
| Единство многонациональных народов Амасонас    | 1                 | 14,3 % |      |
| Организация коренных народов Амасонас          | 1                 | 14,3 % |      |
| Всего                                          | 7                 | 100 %  |      |
| Ансоатеги                                      |                   |        |      |
| Движение за Пятую республику                   | 6                 | 54,5 % |      |
| «Радикальное дело»                             | 3                 | 27,3 % |      |
| Демократическое действие                       | 1                 | 9,1 %  |      |
| Индейцы                                        | 1                 | 9,1 %  |      |
| Всего                                          | 11                | 100 %  |      |
| Апуре                                          |                   |        |      |
| Движение за Пятую республику                   | 3                 | 42,8 % |      |
| Демократическое действие                       | 3                 | 42,8 % |      |
| Национальный совет по делам индейцев Венесуэлы | 1                 | 14,4 % |      |
| Всего                                          | 7                 | 100 %  |      |
| Арагуа                                         |                   |        |      |
| Движение за Пятую республику                   | 13                | 86,7 % |      |
| Движение к социализму                          | 2                 | 13,3 % |      |
| Всего                                          | 15                | 100 %  |      |
| Баринас                                        |                   |        |      |
| Движение за Пятую республику                   | 4                 | 57,1 % |      |
| Демократическое действие                       | 3                 | 42,9 % |      |
| Всего                                          | 7                 | 100 %  |      |
| Боливар                                        |                   |        |      |
| Движение за Пятую республику                   | 8                 | 61,5 % |      |
| Демократическое действие                       | 4                 | 30,8 % |      |
| Индейцы                                        | 1                 | 7,7 %  |      |
| Всего                                          | 13                | 100 %  |      |
| Варгас                                         |                   |        |      |
| Движение за Пятую республику                   | 5                 | 71,4 % |      |
| Демократическое действие                       | 1                 | 14,3 % |      |
| «Отечество для всех»                           | 1                 | 14,3 % |      |
| Всего                                          | 7                 | 100 %  |      |
| Гуарико                                        |                   |        |      |
| «Отечество для всех»                           | 3                 | 42,9 % |      |
| Демократическое действие                       | 3                 | 42,9 % |      |
| Движение за Пятую республику                   | 1                 | 14,3 % |      |
| Всего                                          | 7                 | 100 %  |      |
| Дельта-Амакуро                                 |                   |        |      |
| Движение к социализму                          | 4                 | 57,1 % |      |
| Независимое движение регионального развития    | 2                 | 28,6 % |      |
| ACPB (индейцы)                                 | 1                 | 14,3 % |      |
| Всего                                          | 7                 | 100 %  |      |
| Карабобо                                       |                   |        |      |
| «Проект Венесуэла»                             | 9                 | 60,0 % |      |
| Движение за Пятую республику                   | 6                 | 40,0 % |      |
| Всего                                          | 15                | 100 %  |      |
| Кохедес                                        |                   |        |      |
| Движение за Пятую республику                   | 4                 | 57,1 % |      |
| Демократическое действие                       | 3                 | 42,9 % |      |
| Всего                                          | 7                 | 100 %  |      |
| Лара                                           |                   |        |      |
| Движение за Пятую республику                   | 9                 | 86,6 % |      |
| Демократическое действие                       | 4                 | 13,4 % |      |
| Всего                                          | 13                | 100 %  |      |
| Мерида                                         |                   |        |      |
| Движение за Пятую республику                   | 5                 | 55,6 % |      |
| Демократическое действие                       | 4                 | 44,4 % |      |
| Всего                                          | 9                 | 100 %  |      |
| Миранда                                        |                   |        |      |
| «Избиратели Миранды»                           | 6                 | 40,0 % |      |
| Движение за Пятую республику                   | 5                 | 33,3 % |      |
| «За справедливость»                            | 3                 | 20,0 % |      |
| КОПЕЙ                                          | 1                 | 6,7 %  |      |
| Всего                                          | 15                | 100 %  |      |
| Монагас                                        |                   |        |      |
| Демократическое действие                       | 3                 | 42,8 % |      |
| Движение за Пятую республику                   | 2                 | 28,6 % |      |
| Независимое движение «Выиграем все»            | 1                 | 14,3 % |      |
| JMSM (индейцы)                                 | 1                 | 14,3 % |      |
| Всего                                          | 7                 | 100 %  |      |
| Нуэва-Эспарта                                  |                   |        |      |
| Движение за Пятую республику                   | 3                 | 42,9 % |      |
| Демократическое действие                       | 2                 | 28,6 % |      |
| Продвинутое региональное движение              | 1                 | 14,3 % |      |
| Всего                                          | 7                 | 100 %  |      |
| Португеса                                      |                   |        |      |
| Движение за Пятую республику                   | 5                 | 55,6 % |      |
| Движение к социализму                          | 2                 | 22,2 % |      |
| Демократическое действие                       | 1                 | 11,1 % |      |
| КОПЕЙ                                          | 1                 | 11,1 % |      |
| Всего                                          | 9                 | 100 %  |      |
| Сукре                                          |                   |        |      |
| Демократическое действие                       | 4                 | 44,4 % |      |
| Движение за Пятую республику                   | 2                 | 22,2 % |      |
| Движение к социализму                          | 2                 | 22,2 % |      |
| CINSM (индейцы)                                | 1                 | 11,1 % |      |
| Всего                                          | 9                 | 100 %  |      |
| Сулия                                          |                   |        |      |
| Нет данных                                     |                   |        |      |
| Всего                                          | 15                | 100 %  |      |
| Тачира                                         |                   |        |      |
| КОПЕЙ                                          | 6                 | 54,5 % |      |
| Движение за Пятую республику                   | 3                 | 27,3 % |      |
| Демократическое действие                       | 1                 | 9,1 %  |      |
| Движение к социализму                          | 1                 | 9,1 %  |      |
| Всего                                          | 11                | 100 %  |      |
| Трухильо                                       |                   |        |      |
| Движение за Пятую республику                   | 4                 | 57,1 % |      |
| Демократическое действие                       | 3                 | 42,9 % |      |
| Всего                                          | 7                 | 100 %  |      |
| Фалькон                                        |                   |        |      |
| Движение за Пятую республику                   | 5                 | 55,6 % |      |
| КОПЕЙ                                          | 4                 | 44,4 % |      |
| Всего                                          | 9                 | 100 %  |      |
| Яракуй                                         |                   |        |      |
| «Достижения Яракуя» (LAPY)                     | 4                 | 57,1 % |      |
| «Конвергенция»                                 | 2                 | 28,6 % |      |
| Движение за Пятую республику                   | 1                 | 14,3 % |      |
| Всего                                          | 7                 | 100 %  |      |

## Выборы в Каракасе
На первых в истории выборах мэра Столичного округа Каракас победу одержал Фредди Алирио Бернал Росалес, бывший полицейский и депутат парламента, кандидат Движения за Пятую республику, также поддержанный Движением к социализму, Коммунистической партией, Независимыми для национального сообщества, партией «Новые люди» и Народным избирательным движением. На выборах за него проголосовали 50,06 % избирателей.